# Pardosa novitatis
Pardosa novitatis là một loài nhện trong họ Lycosidae.
Loài này thuộc chi Pardosa. Pardosa novitatis được Embrik Strand miêu tả năm 1906.